# グリーゼ832c
グリーゼ832c (Gliese 832 c) とは、地球から見てつる座の方向に約16.1光年離れた位置にあるグリーゼ832を公転する太陽系外惑星である。グリーゼ832星系の中で、恒星から最も近いところを公転している。

## 発見
オーストラリアのニューサウスウェールズ大学の研究チームにより発見された。惑星の重力で振り回される主星の、わずかな動きのぶれから検出された。

## 物理的性質
グリーゼ832cは地球の5.4倍の質量を持つ星で、公転周期は35.68日。これまでにこの恒星系には木星サイズの惑星グリーゼ832bが2009年に見つかっていたが、グリーゼ832cはグリーゼ832bより内側に発見された。
主星からの距離が太陽～地球の0.16倍前後（太陽～水星の約40%）と、主星に近いところにある。液体の水が存在できる0.132AU〜0.343AUの範囲（ハビタブルゾーン）からは外れているように思えるが、主星は太陽よりもずっと暗いので、グリーゼ832cはハビタブルゾーン内に収まっている。ただし地球の5倍以上の重さがあり、その重力で集められた濃い大気が熱をかかえこんで灼熱の世界となっている可能性もあるという。もしそうなら、この惑星はいわば「スーパービーナス（金星の大型版）」といえる。